# Аморийска династия
Аморийската или Фригийската династия управлява Византия от 820 до 867 г. Произхожда от град Аморион. При тази династия започва „византийската реконкиста“, отвоюват се значителни територии в Мала Азия. Възстановено е иконопочитанието при Михаил III.

## Представители
- Михаил ІІ Балба († 2.10.829) (820 – 829)[1]
- Теофил (813 – 20.1.842) (829 – 842)
- Михаил ІІІ Пияницата (19.1.840 – 24.9.867) (842 – 867)

## Историческа справка
Родоначалник на Аморийската династия е император Михаил ІІ Балба. Той заема престола във Византия, след като убива предишния василевс Лъв V Арменец. Продължава борбата срещу иконопочитателите. Не успява да спаси остров Крит от арабското завоевание (826 г.). Същата участ сполетява и остров Сицилия (829 г.). Първата съпруга на владетеля е Текла, а втората – Ефросина. Сред многобройното му потомство видно място заема неговият наследник Теофил. Новият василевс предизвиква война срещу багдадския халиф Ел-Мутасим. Византийската армия опустошава родния град на халифа, но след това Ел-Мутасим разграбва Аморион, родното място на основателя на династията. Теофил е принуден да изостави Сицилия на арабите, а Бари – на лангобардите. Съсипан от пораженията, императорът умира през 842 г. Неговата съпруга Теодора (815 – 867) става регентка (842 – 856) на малолетния им син Михаил ІІІ Пияницата. Тя е майка и на четири дъщери: Текла, Анна, Анастасия и Пулхерия. Много благочестива, заобиколена и подкрепяна от монаси, тя възстановява тържествено иконопочитанието в църквата „Света София“ на 11 март 843 г.
През 856 г. Михаил ІІІ Пияницата става пълновластен владетел. Изпаднал под влияние на вуйчо си Варда, през 866 г. затваря майка си Теодора в манастир. По-късно се сближава с Василий Македонец и го прави свой фаворит. По негово време за патриарх е издигнат Фотий (863). Започва конфликт с Рим, завършил със схизма. Активизира се византийската политика за налагане на християнството сред славяните в Централна Европа и на Балканския полуостров. През 862 г. василевсът приема предложението на великоморавския владетел Ростислав за съюз, който да осигури независимостта на Великоморавия, застрашена от претенциите на Германското кралство и българите. Резултат от установените добри взаимоотношения е и изпращането през 863 г. на Константин-Кирил Философ и брат му Методий във Велехрад със задачата да утвърдят християнството чрез новосъздадената славянска писменост и богослужоение. Научил за плановете на българския хан Борис I да приеме новата вяра от Рим, императорът му обявява война през същата година. Претърпял неуспех, Борис I е принуден да сключи мир с Византия и да бъде покръстен заедно със своя народ от пратеници на Константинополската патриаршия. Василевсът е кръстник на българския владетел, който приема неговото име Михаил. Михаил ІІІ е женен за Евдокия Декаполитиса, но няма деца от нея. През 867 г. е убит от своя фаворит Василий Македонец, който се провъзгласява за император.